# 감정봉행
감정봉행(일본어: 勘定奉行 간조부교[*])은 에도 막부의 직제로 간조보(勘定方)의 최고책임자이다. 재무정책이나 막부직할령의 관리 등을 담당했다. 지사부교, 정봉행과 함께 삼대 부교 중 하나이다. 초기엔 간조가시라(勘定頭, かんじょうがしら)로 부르기도 했다.
評定所에서는 에도를 제외한 간토 지방내 소송을 담당했는데 정원은 4명이었고 규모는 3천석이었다. 상사는 로주였으며 郡代・代官・蔵奉行 등을 관리했다. 1698년 이후 그중 한명이 오메츠케(大目付)와 道中奉行를 겸직했다. 1721년에는 재정관리쪽(勝手方勘定奉行)과 소송대응쪽(公事方勘定奉行)의 업무가 분리되었다.

## 간조부교 목록 일부
- 오쿠보 나가야스
- 마쓰다이라 마사쓰나
- 이나 다다쓰구
- 이타미 야스카쓰
- 나가이 나오유키 (1816년)
- 오쿠보 이치오

## 간조부교 관련 역직명
- 勘定組頭 / 鷹野方組頭 / 本所牢屋敷取締役 / 留役勘定組頭 / 評定所番 / 評定所留守居 / 金奉行 / 切手手形改 / 蔵奉行 / 林奉行 / 油漆奉行 / 川船改役 / 大坂金奉行 / 大坂蔵奉行 / 二条蔵奉行 / 禁裡入用取調役 / 金座 / 銀座 / 銅座 / 鉄座 / 真鍮座 / 朱座 / 銭座 / 郡代 / 代官 / 勘定吟味役

## 같이 보기
- 봉행 (일본사)